# Bart Goor
Bart Goor (Neerpelt, 9 april 1973) is een Belgisch voormalig betaald voetballer die van 1991 tot en met 2014 actief was. Sinds het seizoen 2021/22 is hij assistent-trainer bij KVC Westerlo. Goor was een linkermiddenvelder die onder meer voor RSC Anderlecht, Feyenoord, KRC Genk en Hertha Berlijn uitkwam. Van 1999 tot 2008 kwam hij ook in actie voor de Rode Duivels. Goor speelde in totaal 78 interlands, waarin hij dertien keer scoorde en 12 keer de kapiteinsband droeg. Met de nationale ploeg nam hij deel aan Euro 2000 in Nederland en België en het WK 2002 in Japan en Zuid-Korea.

## Spelerscarrière

### Verbroedering Geel
Bart Goor begon bij de jeugd van het bescheiden FC Buul en maakte als tiener de overstap naar Verbroedering Geel. Op 5 oktober 1991 kreeg Goor, toen nog een aanvaller, zijn eerste speelminuten in een duel tegen Patro Eisden Maasmechelen. In zijn eerste seizoen viel hij vooral op door zijn snelheid en inzet. In korte tijd groeide hij uit tot het grootste talent van de club. Met spelers als Goor, Dimitri Mbuyu en Marc Noë wist Geel zich midden jaren 90 makkelijk te handhaven in de tweede klasse. In zowel het seizoen 1994/95 als 1995/96 was Goor goed voor negen goals.

### Racing Genk
In 1996 promoveerde Racing Genk naar de hoogste afdeling. Goor, die met Geel net naast een plaats in de eindronde had gegrepen, maakte in de zomer van 1996 de overstap naar de Limburgse fusieclub. In het team van trainer Aimé Antheunis werd hij een ploegmaat van onder meer Branko Strupar, Souleymane Oulare, Jacky Peeters en Besnik Hasi. De 23-jarige Goor was meteen een titularis en werd met achttien doelpunten topschutter van het team. Zijn opmerkelijk debuutjaar in de eerste klasse leverde hem in 1997 een transfer op naar RSC Anderlecht.

### RSC Anderlecht
In de zomer van 1997 mocht René Vandereycken, die net coach was geworden van RSC Anderlecht, onder meer Goor, Enzo Scifo, Didier Dheedene en Spira Grujić in het Astridpark verwelkomen. Ondanks de vele inkomende en uitgaande transfers kende RSC Anderlecht een slechte start in het seizoen 1997/98. Goor, die links op het middenveld een vaste waarde werd en op 12 augustus 1997 tegen Vorskla Poltava zijn Europees debuut maakte, zag hoe Vandereycken in november 1997 ontslagen werd en vervangen door Arie Haan. Ook onder de Nederlandse coach bleef Goor een titularis, hoewel hij na de trainerswissel steeds vaker als aanvaller werd ingeschakeld. RSC Anderlecht sloot het seizoen 1997/98 af op een teleurstellende vierde plaats.
Ook in het daaropvolgende seizoen had Anderlecht sportieve moeilijkheden. Haans aanpak sloeg niet aan en Anderlecht zakte op een gegeven moment zelfs naar de laatste plaats in de competitie. Pas na de komst van het trainersduo Jean Dockx en Frank Vercauteren in september 1998 werden de prestaties van paars-wit beter. Anderlecht deed zelfs nog even mee om de titel, maar moest uiteindelijk zijn meerdere erkennen in Goors' ex-club Genk, waarop Anderlecht trainer Aimé Antheunis naar de hoofdstad haalde.
Na de komst van Antheunis streken ook Goors oud-ploeggenoten Davy Oyen (in 1999) en Besnik Hasi (in 2000) neer in Brussel. In 2000 werd de linkermiddenvelder voor het eerst kampioen met Anderlecht. Een seizoen later maakte Goor tegen Manchester United zijn debuut in de UEFA Champions League. Anderlecht werd groepswinnaar in de poule van Manchester United, Dinamo Kiev en PSV. In de volgende fase van het kampioenenbal kwam paars-wit terecht in de poule van Real Madrid, Lazio en Leeds United. Anderlecht werd uiteindelijk derde met zes punten na zeges tegen Lazio en Real. In het met 2-0 gewonnen thuisduel tegen Real Madrid scoorde Goor in de 90e minuut zijn eerste en enige doelpunt in de Champions League. Anderlecht werd in 2001 ook voor de tweede keer op rij landskampioen na een seizoen waarin het slechts één competitiewedstrijd verloor.

### Hertha BSC
In juli 2001 verkaste Goor naar Berlijn. Hertha BSC betaalde 250 miljoen BEF (zo'n €6,25 miljoen) voor de middenvelder van Anderlecht. In het team van coach Jürgen Röber werd Goor een vaste waarde en won hij meteen de DFB-Ligapokal. Desondanks presteerde de Duitse club in het seizoen 2001/02 onder de verwachtingen. Röber, die al sinds 1996 bij de club werkzaam was, werd in februari 2002 ontslagen na een 1-0 nederlaag tegen Energie Cottbus. Jeugdtrainer Falko Götz nam het roer tijdelijk over en werd in de zomer van 2002 vervangen door Huub Stevens, die Hertha voor het tweede jaar op rij naar de eindzege in de Ligapokal loodste. Maar in de competitie kon ook Stevens de hoge verwachtingen niet inlossen, ondanks de aanwezigheid van de makkelijk scorende Braziliaan Marcelinho. Stevens werd ontslagen en Goor en zijn ploegmaats grepen opnieuw naast een ticket voor de Champions League.
In het seizoen 2003/04 gingen de sportieve prestaties er opnieuw op achteruit, ondanks de terugkeer van coach Falko Götz. Goor belandde steeds vaker op de bank en zag hoe Hertha een jaar lang tegen de degradatie streed. De Berlijnse club beëindigde het seizoen op de twaalfde plaats, op zeven punten van de degradatiezone.

### Feyenoord
Goor, die in Berlijn nog een contract tot 2005 had, wilde dichter in de buurt van zijn familie voetballen en tekende na een teleurstellend seizoen zonder doelpunten een tweejarig contract bij Feyenoord. De onvermoeibare middenvelder werd in Rotterdam verenigd met landgenoot Thomas Buffel en werd in zijn eerste seizoen onder coach Ruud Gullit meteen benoemd tot aanvoerder van het elftal.
Goor speelde net als Dirk Kuyt elke competitiewedstrijd en scoorde in de heenronde van de Eredivisie zeven keer voor de Rotterdammers. Na de winterstop werd Feyenoord in de UEFA Cup uitgeschakeld door Sporting Lissabon na een wedstrijd die ontsierd werd door supportersrellen. Feyenoord sloot de Eredivisie af op de vierde plaats, waarna Gullit zijn ontslag aanbood. Na het afspringen van de transfer van Goors landgenoot Timmy Simons wilde ook de linksvoetige middenvelder andere oorden opzoeken. Goor kon rekenen op interesse van zijn ex-club Anderlecht, maar het bestuur van Feyenoord weigerde aanvankelijk om met de Brusselaars te onderhandelen en eiste een transfersom van €2 miljoen voor de 32-jarige aanvoerder. Goor leverde zijn aanvoerdersband in en tekende in juli 2005 ondanks supportersprotesten van Feyenoord een driejarig contract bij Anderlecht.

### Terug naar RSC Anderlecht
Van trainer Frank Vercauteren kreeg Goor bij RSC Anderlecht zijn oude plaats op het middenveld terug. Ondanks zijn leeftijd speelde hij bijna elke wedstrijd van het seizoen 2005/06, dat Anderlecht na een spannende strijd met Standard Luik afsloot als landskampioen. Na het afscheid van Pär Zetterberg in mei 2006 werd Goor ook in Brussel benoemd tot aanvoerder. De 33-jarige middenvelder kreeg zo de leiding over een elftal dat grotendeels bestond uit nieuwkomers als Lucas Biglia, Mbark Boussoufa, Ahmed Hassan en Jelle Van Damme. Hoewel Goor op de linkerflank de concurrentie moest aangaan met Van Damme en Boussoufa kwam hij nog meer dan twintig keer in actie voor paars-wit, dat onder coach Vercauteren voor het tweede jaar op rij de landstitel veroverde. In het daaropvolgende seizoen vierde RSC Anderlecht zijn 100-jarig bestaan, maar de club slaagde er niet in om dat te bekronen met een nieuwe titel. Vercauteren werd in november 2007 opgevolgd door zijn assistent Ariël Jacobs, die met paars-wit wel nog de beker veroverde. In de finale tegen KAA Gent mocht Goor net voor affluiten invallen voor de Argentijnse spits Nicolás Frutos.
In het seizoen 2008/09 verzeilde Goor op de bank en speelde hij zijn plaats op de linkerflank definitief kwijt aan Boussoufa. De ervaren Limburger voelde zich ondanks zijn leeftijd nog te goed voor een rol als invaller en drong aan op een vertrek.

### Germinal Beerschot
In januari 2009 stapte Goor over naar Germinal Beerschot, waar hij opnieuw verenigd werd met trainer Aimé Antheunis. De 35-jarige middenvelder kreeg regelmatig speelkansen en zorgde er mee voor dat de Antwerpse club in de hoogste afdeling bleef.
Op 7 augustus 2009 zorgde Goor in een duel tegen Standard via een knap schot in de kruising voor de openingstreffer. Het doelpunt werd later verkozen tot doelpunt van het jaar.
In het seizoen 2010/11 scoorde Goor slechts één keer, maar zijn treffer had wel een belangrijk aandeel in het behoud van de club. Goor scoorde op 12 maart 2011 in de 88e minuut de 1-1 gelijkmaker tegen KV Mechelen, waardoor Germinal Beerschot zo goed als zeker gered was.

### Westerlo
Ondanks het belangrijk doelpunt verzeilde Goor een jaar later op de bank bij de Antwerpse club. Coach Jacky Mathijssen deed geen beroep meer op Goor, wiens contract in november 2011 verbroken werd. Daardoor kon Goor tot grote ergernis van onder meer Lierse SK meteen aan de slag gaan bij KVC Westerlo, dat net als Lierse tegen de degradatie streed. Maar ook na de komst van de ervaren middenvelder raakte Westerlo niet weg uit de degradatiezone. Goor zakte in 2012 samen met Westerlo naar de tweede klasse, waar hij met elf doelpunten uitgroeide tot een van de smaakmakers van het team. Desondanks slaagde de club er niet in om terug naar de hoogste afdeling te promoveren.

### Dessel Sport
Voor aanvang van het seizoen 2013/14 maakte de 40-jarige Goor de overstap naar reeksgenoot Dessel Sport. Hij kwam er nog vijftien keer in actie. In juni 2014 zette hij een punt achter zijn lange spelerscarrière.

## Interlandcarrière
Bart Goor maakte op 3 februari 1999 zijn debuut voor de Rode Duivels in een wedstrijd tegen Cyprus. Op 4 september van dat jaar maakte hij zijn eerste interlanddoelpunt, toen hij scoorde in de wedstrijd tegen Nederland (uitslag 5-5). In totaal zou hij 13 doelpunten maken voor de Rode Duivels. Goor was ook enkele jaren aanvoerder van de nationale ploeg. Op 10 november 2008 beëindigde hij zijn carrière als international.

## Trainerscarrière

### Westerlo
In 2019 werd Goor jeugdtrainer van het team bij KVC Westerlo waarin zijn jongste zoon speelde. Een jaar later was hij er trainer van de NU11 jeugd. Sinds het seizoen 2021/22 is Goor assistent-trainer van de eerste ploeg onder Jonas De Roeck. Begin april 2022 werden ze kampioen in Eerste Klasse B.

## Privé
Bart Goor woont in Geel en heeft een relatie met Tania Prinsier, met wie hij een kind heeft. Goor is daarnaast vader van nog vier kinderen. Zijn oudste zoon Robbe Goor staat onder contract als voetbalspeler bij Dessel Sport sinds 2019.

## Statistieken
| Seizoen | Club               | Competitie     | Wed. | Goals |
| ------- | ------------------ | -------------- | ---- | ----- |
| 1991/92 | Verbroedering Geel | Tweede Klasse  | 22   | 2     |
| 1992/93 | Verbroedering Geel | Tweede Klasse  | 26   | 1     |
| 1993/94 | Verbroedering Geel | Tweede Klasse  | 28   | 6     |
| 1994/95 | Verbroedering Geel | Tweede Klasse  | 32   | 9     |
| 1995/96 | Verbroedering Geel | Tweede Klasse  | 34   | 9     |
| 1996/97 | KRC Genk           | Eerste Klasse  | 33   | 18    |
| 1997/98 | RSC Anderlecht     | Eerste Klasse  | 32   | 8     |
| 1998/99 | RSC Anderlecht     | Eerste Klasse  | 34   | 7     |
| 1999/00 | RSC Anderlecht     | Eerste Klasse  | 32   | 7     |
| 2000/01 | RSC Anderlecht     | Eerste Klasse  | 33   | 10    |
| 2001/02 | Hertha BSC         | Bundesliga     | 30   | 8     |
| 2002/03 | Hertha BSC         | Bundesliga     | 33   | 5     |
| 2003/04 | Hertha BSC         | Bundesliga     | 24   | 0     |
| 2004/05 | Feyenoord          | Eredivisie     | 34   | 7     |
| 2005/06 | RSC Anderlecht     | Jupiler League | 32   | 4     |
| 2006/07 | RSC Anderlecht     | Jupiler League | 26   | 4     |
| 2007/08 | RSC Anderlecht     | Jupiler League | 30   | 1     |
| 2008/09 | RSC Anderlecht     | Jupiler League | 9    | 1     |
| 2008/09 | Germinal Beerschot | Jupiler League | 13   | 1     |
| 2009/10 | Germinal Beerschot | Jupiler League | 20   | 5     |
| 2010/11 | Germinal Beerschot | Jupiler League | 28   | 1     |
| 2011/12 | Beerschot AC       | Jupiler League | 2    | 0     |
| 2011/12 | KVC Westerlo       | Jupiler League | 15   | 6     |
| 2012/13 | KVC Westerlo       | Tweede klasse  | 33   | 11    |
| 2013/14 | KFC Dessel Sport   | Tweede klasse  | 15   | 3     |
| Totaal: | Totaal:            | Totaal:        | 641  | 133   |

## Erelijst
| Nationaal             |    |                        |
| Belgisch kampioen     | 4x | 2000, 2001, 2006, 2007 |
| Beker van België      | 1x | 2008                   |
| Belgische Supercup    | 3x | 2000, 2006, 2007       |
| DFB-Ligapokal         | 2x | 2001, 2002             |
| Trofee Jules Pappaert | 3x | 1996, 2000, 2001       |
| Individueel           |    |                        |
| Doelpunt van het Jaar | 1x | 2009                   |